# جاده ئی۲۶۵ اروپا

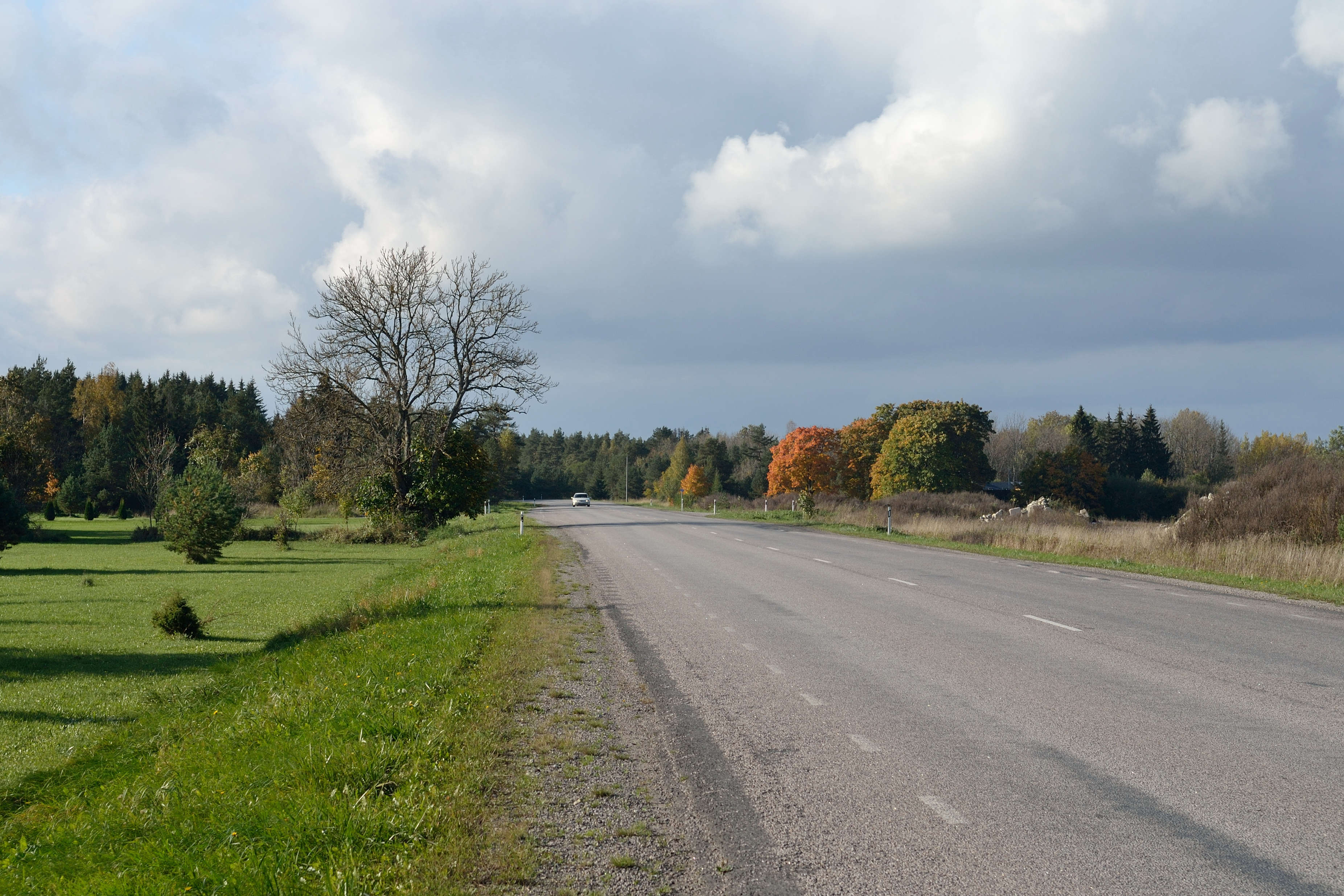

جاده ئی۲۶۵ اروپا (به انگلیسی: European route E265) یکی از جاده‌های درجه ۲ قاره اروپا است.
این جاده که در کشور استونی قرار دارد از شهر تالین شروع شده و در شهر پالدیسکی به پایان می‌رسد.